# Melbourne Knights FC
Melbourne Knights je hrvatski nogometni klub iz Melbournea u Australiji.

## Povijest
Klub su osnovali hrvatski iseljenici, a prvu utakmicu klub je odigrao 10. travnja 1953., pod imenom SC Croatia.
Odlukom Austalskog nogometnog saveza iz 1992. godine, svi klubovi su iz svojih naziva morali izbaciti nacinalna obilježja, tako da je tadašnja Croatia Melbourne FC promijenila ime u ime u 'Melbourne Knights'.

## Igralište
Klub je tijekom povijesti igrao na različitim igralištima, a krajem 1980-ih izgrađen je sadašnji Mansion Stadium, kapaciteta 15 000 mjesta. Rekordni posjet stadionu bio je 1990. kada je odigrana prijateljska utakmica protiv splitskog Hajduka.

## Navijačka baza
- Knights Army Melbourne
- Jackals
- Knights Kennel
- Mladež Melbourne
- Headhunters
- Damage Boys

## Najpoznatiji treneri i igrači

### Najpoznatiji treneri
- Horst Rau
- Mihael Kis
- Josip Biskic
- Mirko Bazić (prvenstvo i kup 1995.)[3]
- Domagoj Kapetanović

### Najpoznatiji igrači
- Mark Viduka
- Josip Šimunić
- Danny Tiatto
- Frank Jurić
- Josip Didulica

## Vanjske poveznice
- Službena stranica kluba

| Hrvatski nogometni savez Australije  | Hrvatski nogometni savez Australije | Hrvatski nogometni savez Australije |
| ------------------------------------ | --- | ----------------------------------- |
|                                      | |                                     |
| Teritorij australskog glavnog grada  | Canberra FC (ranije HNK Croatia Canberra) • O'Connor Knights FC |                                     |
|                                      | |                                     |
| Novi Južni Wales                     | Sydney United 58 FC (ranije FC Croatia Sydney) • Hurstville ZSC • Luddenham United • South Coast United • Edensor Park FC • Ljubuski FC • Werrington Croatia FC |                                     |
|                                      | |                                     |
| Queensland                           | Brisbane Knights FC • Gold Coast Knights SC |                                     |
|                                      | |                                     |
| Južna Australija                     | Adelaide Raiders • Whyalla Croatia • Adelaide Croatia (Amatuers) • Mt Gambier Croatia |                                     |
|                                      | |                                     |
| Tasmanija                            | Glenorchy Knights • Prospect Knights FC |                                     |
|                                      | |                                     |
| Victoria                             | Melbourne Knights (ranije FC Croatia Melbourne) • St Albans Saints • North Geelong Warriors • Chelsea Hajduk • Strathmore Split • Melbourne Tornado • Irymple Knights • Morwell Dinamo • Gospic Bears • St Albans Vukovar • Mostar Saints • HASK Melbourne • Wendesday Knights |                                     |
|                                      | |                                     |
| Zapadna Australija                   | Western Knights • Fremantle Croatia • Gwelup Croatia • Port Hedland Croatia |                                     |
|                                      | |                                     |
| Australsko-hrvatski nogometni turnir | |                                     |

| Hrvatski nogometni savez Australije  | Hrvatski nogometni savez Australije | Hrvatski nogometni savez Australije |
| ------------------------------------ | --- | ----------------------------------- |
|                                      | |                                     |
| Teritorij australskog glavnog grada  | Canberra FC (ranije HNK Croatia Canberra) • O'Connor Knights FC |                                     |
|                                      | |                                     |
| Novi Južni Wales                     | Sydney United 58 FC (ranije FC Croatia Sydney) • Hurstville ZSC • Luddenham United • South Coast United • Edensor Park FC • Ljubuski FC • Werrington Croatia FC |                                     |
|                                      | |                                     |
| Queensland                           | Brisbane Knights FC • Gold Coast Knights SC |                                     |
|                                      | |                                     |
| Južna Australija                     | Adelaide Raiders • Whyalla Croatia • Adelaide Croatia (Amatuers) • Mt Gambier Croatia |                                     |
|                                      | |                                     |
| Tasmanija                            | Glenorchy Knights • Prospect Knights FC |                                     |
|                                      | |                                     |
| Victoria                             | Melbourne Knights (ranije FC Croatia Melbourne) • St Albans Saints • North Geelong Warriors • Chelsea Hajduk • Strathmore Split • Melbourne Tornado • Irymple Knights • Morwell Dinamo • Gospic Bears • St Albans Vukovar • Mostar Saints • HASK Melbourne • Wendesday Knights |                                     |
|                                      | |                                     |
| Zapadna Australija                   | Western Knights • Fremantle Croatia • Gwelup Croatia • Port Hedland Croatia |                                     |
|                                      | |                                     |
| Australsko-hrvatski nogometni turnir | |                                     |

| Europa | Europa |
| --- | --- |
| | |
| Austrija | Tomislavgrad • Busovača • Čelik • Domagoj • Hajduk • Herceg-Bosna • Hrvatski Dom Linz • Lašva • Lašvanska dolina • Plehan • Posavina Baden • Posavina Beč • Raščica • Ravne Brčko |
| | |
| Belgija | NK Kroacia Antwerpen |
| | |
| Francuska | AS Croatia Villefranche |
| | |
| Italija | US Calcio Montemitro • ASD Isola Croata del Molise |
| | |
| Norveška | NK Croatia Oslo |
| | |
| Njemačka | Cro Sokoli • Croatia Berlin • Croatia Bonn • Croatia Essen • Croatia Freiburg • Croatia Gaggenau • Croatia '95 Mainz • Croatia Nürnberg • Croatia 1999 Ratingen • Croatia Reutlingen • Croatia Singen • Marsonia • Posavina • Zagreb • KuSV Zrinski • Bugojno • Croatia Sindelfingen • Croatia-Zagreb • Croatia Bietigheim • Croatia Göttingen • Zagreb 75 • Hajduk Hamburg • Hajduk Kassel                                                              |
| | |
| Rumunjska | Nogometna reprezentacija Hrvata iz Rumunjske |
| | |
| Švedska | Croatia Göteborg • Croatia (Malmö) • Croatia Stockholm • Croatia (Helsingborg) • Slätta Damm/Hajduk • Velebit • Marjan • Mladost • Matija Gubec • Croatia Varnamo • Tomislav Borås |
| | |
| Švicarska | Adria • Alkar • Ban • Bugojno Zug 94 • Croatia Appenzel • Croatia 92 Chur • Croatia Solothurn • Croatia Uzwil • Croatia Zürich • Dinamo Rheinfelden • Dinamo Schaffhausen • Donat • Gorica Zadar • Hajduk • Jadran • Lašvanska Dolina • Marjan • Mladost • Pajde Möhlin • Posavina Basel • Posavina Bern • Posavina Minusio • Rohr • Slavonija • Srednja Bosna • Tomislavgrad • Torcida • Usora • Vaganac • Vitez • Zagreb Arbon • Zagreb Biel • Zrinski |
| | |
| Zajednica hrvatskih klubova u Njemačkoj • Udruga hrvatskih klubova u Švicarskoj • Reprezentacija gradišćanskih Hrvata • Hrvatska nogometna liga Beč | |

| Europa | Europa |
| --- | --- |
| | |
| Austrija | Tomislavgrad • Busovača • Čelik • Domagoj • Hajduk • Herceg-Bosna • Hrvatski Dom Linz • Lašva • Lašvanska dolina • Plehan • Posavina Baden • Posavina Beč • Raščica • Ravne Brčko |
| | |
| Belgija | NK Kroacia Antwerpen |
| | |
| Francuska | AS Croatia Villefranche |
| | |
| Italija | US Calcio Montemitro • ASD Isola Croata del Molise |
| | |
| Norveška | NK Croatia Oslo |
| | |
| Njemačka | Cro Sokoli • Croatia Berlin • Croatia Bonn • Croatia Essen • Croatia Freiburg • Croatia Gaggenau • Croatia '95 Mainz • Croatia Nürnberg • Croatia 1999 Ratingen • Croatia Reutlingen • Croatia Singen • Marsonia • Posavina • Zagreb • KuSV Zrinski • Bugojno • Croatia Sindelfingen • Croatia-Zagreb • Croatia Bietigheim • Croatia Göttingen • Zagreb 75 • Hajduk Hamburg • Hajduk Kassel                                                              |
| | |
| Rumunjska | Nogometna reprezentacija Hrvata iz Rumunjske |
| | |
| Švedska | Croatia Göteborg • Croatia (Malmö) • Croatia Stockholm • Croatia (Helsingborg) • Slätta Damm/Hajduk • Velebit • Marjan • Mladost • Matija Gubec • Croatia Varnamo • Tomislav Borås |
| | |
| Švicarska | Adria • Alkar • Ban • Bugojno Zug 94 • Croatia Appenzel • Croatia 92 Chur • Croatia Solothurn • Croatia Uzwil • Croatia Zürich • Dinamo Rheinfelden • Dinamo Schaffhausen • Donat • Gorica Zadar • Hajduk • Jadran • Lašvanska Dolina • Marjan • Mladost • Pajde Möhlin • Posavina Basel • Posavina Bern • Posavina Minusio • Rohr • Slavonija • Srednja Bosna • Tomislavgrad • Torcida • Usora • Vaganac • Vitez • Zagreb Arbon • Zagreb Biel • Zrinski |
| | |
| Zajednica hrvatskih klubova u Njemačkoj • Udruga hrvatskih klubova u Švicarskoj • Reprezentacija gradišćanskih Hrvata • Hrvatska nogometna liga Beč | |

| Australija i Oceanija                                                                      | Australija i Oceanija |
| ------------------------------------------------------------------------------------------ | --- |
|                                                                                            | |
| Australija                                                                                 | Canberra FC • O'Connor Knights • Sydney Utd. • Hurstville • Luddenham Utd. • South Coast Utd. • Newcastle Jets • Edensor Park • Ljubuski FC • Werrington Croatia • Rocklea Utd. • Gold Coast Knights • Adelaide Raiders • Whyalla Croatia • Adelaide Croatia • Mt Gambier Croatia • Glenorchy Knights • Prospect Knights • Melbourne Knights • St Albans Saints • North Geelong Warriors • Chelsea Hajduk • Strathmore Split • Melbourne Tornado • Irymple Knights • Morwell Dinamo • Gospic Bears • St Albans Vukovar • Mostar Saints • HASK Melbourne • Wendesday Knights • Western Knights • Fremantle Croatia • Gwelup Croatia • Port Hedland Croatia |
|                                                                                            | |
| Novi Zeland                                                                                | Central United Auckland • Auckland City |
|                                                                                            | |
| Hrvatski nogometni savez Australije i Novog Zelanda • Australsko-hrvatski nogometni turnir | |

| Australija i Oceanija                                                                      | Australija i Oceanija |
| ------------------------------------------------------------------------------------------ | --- |
|                                                                                            | |
| Australija                                                                                 | Canberra FC • O'Connor Knights • Sydney Utd. • Hurstville • Luddenham Utd. • South Coast Utd. • Newcastle Jets • Edensor Park • Ljubuski FC • Werrington Croatia • Rocklea Utd. • Gold Coast Knights • Adelaide Raiders • Whyalla Croatia • Adelaide Croatia • Mt Gambier Croatia • Glenorchy Knights • Prospect Knights • Melbourne Knights • St Albans Saints • North Geelong Warriors • Chelsea Hajduk • Strathmore Split • Melbourne Tornado • Irymple Knights • Morwell Dinamo • Gospic Bears • St Albans Vukovar • Mostar Saints • HASK Melbourne • Wendesday Knights • Western Knights • Fremantle Croatia • Gwelup Croatia • Port Hedland Croatia |
|                                                                                            | |
| Novi Zeland                                                                                | Central United Auckland • Auckland City |
|                                                                                            | |
| Hrvatski nogometni savez Australije i Novog Zelanda • Australsko-hrvatski nogometni turnir | |

| Sjeverna Amerika                                                                                       | Sjeverna Amerika |
| --- | --- |
| | |
| Kanada                                                                                                 | Adria Sudbury • London Croatia • NK Croatia Montreal • Croatia Norval • Croatia Toronto • Sault St. Marie Croatia • Croatia Windsor • Dalmacija Streetsville • Edmonton Croatia SC • Hamilton Croatia • Hrvat Kitchener • Hrvat Oakville • Hrvat St. Catharines • NK Hrvatski vitez Oakville • Jadran Ottawa • Karlovac-Velebit Milton • Livno Oakville • NK Maksimir Vancouver • Zagreb Toronto • Winnipeg Croatia SC |
| | |
| SAD | Croat San Pedro • Croatia Cleveland • Croatia Detroit • Croatia New York • Croatian Eagles • Dragovoljac • Hrvat Chicago • RWB Adria • New York Polet • Zrinski |
| | |
| Hrvatski nacionalni nogometni savez Kanade i SAD-a • Hrvatski nacionalni nogometni turnir SAD i Kanade | |

| Sjeverna Amerika                                                                                       | Sjeverna Amerika |
| --- | --- |
| | |
| Kanada                                                                                                 | Adria Sudbury • London Croatia • NK Croatia Montreal • Croatia Norval • Croatia Toronto • Sault St. Marie Croatia • Croatia Windsor • Dalmacija Streetsville • Edmonton Croatia SC • Hamilton Croatia • Hrvat Kitchener • Hrvat Oakville • Hrvat St. Catharines • NK Hrvatski vitez Oakville • Jadran Ottawa • Karlovac-Velebit Milton • Livno Oakville • NK Maksimir Vancouver • Zagreb Toronto • Winnipeg Croatia SC |
| | |
| SAD | Croat San Pedro • Croatia Cleveland • Croatia Detroit • Croatia New York • Croatian Eagles • Dragovoljac • Hrvat Chicago • RWB Adria • New York Polet • Zrinski |
| | |
| Hrvatski nacionalni nogometni savez Kanade i SAD-a • Hrvatski nacionalni nogometni turnir SAD i Kanade | |

| Južna Amerika | Južna Amerika               |
| ------------- | --------------------------- |
|               |                             |
| Argentina     | HŠK Deportivo Croata        |
|               |                             |
| Čile          | Club Deportivo Sokol Croata |

| Južna Amerika | Južna Amerika               |
| ------------- | --------------------------- |
|               |                             |
| Argentina     | HŠK Deportivo Croata        |
|               |                             |
| Čile          | Club Deportivo Sokol Croata |

| Europa | Europa |
| --- | --- |
| | |
| Austrija | Tomislavgrad • Busovača • Čelik • Domagoj • Hajduk • Herceg-Bosna • Hrvatski Dom Linz • Lašva • Lašvanska dolina • Plehan • Posavina Baden • Posavina Beč • Raščica • Ravne Brčko |
| | |
| Belgija | NK Kroacia Antwerpen |
| | |
| Francuska | AS Croatia Villefranche |
| | |
| Italija | US Calcio Montemitro • ASD Isola Croata del Molise |
| | |
| Norveška | NK Croatia Oslo |
| | |
| Njemačka | Cro Sokoli • Croatia Berlin • Croatia Bonn • Croatia Essen • Croatia Freiburg • Croatia Gaggenau • Croatia '95 Mainz • Croatia Nürnberg • Croatia 1999 Ratingen • Croatia Reutlingen • Croatia Singen • Marsonia • Posavina • Zagreb • KuSV Zrinski • Bugojno • Croatia Sindelfingen • Croatia-Zagreb • Croatia Bietigheim • Croatia Göttingen • Zagreb 75 • Hajduk Hamburg • Hajduk Kassel                                                              |
| | |
| Rumunjska | Nogometna reprezentacija Hrvata iz Rumunjske |
| | |
| Švedska | Croatia Göteborg • Croatia (Malmö) • Croatia Stockholm • Croatia (Helsingborg) • Slätta Damm/Hajduk • Velebit • Marjan • Mladost • Matija Gubec • Croatia Varnamo • Tomislav Borås |
| | |
| Švicarska | Adria • Alkar • Ban • Bugojno Zug 94 • Croatia Appenzel • Croatia 92 Chur • Croatia Solothurn • Croatia Uzwil • Croatia Zürich • Dinamo Rheinfelden • Dinamo Schaffhausen • Donat • Gorica Zadar • Hajduk • Jadran • Lašvanska Dolina • Marjan • Mladost • Pajde Möhlin • Posavina Basel • Posavina Bern • Posavina Minusio • Rohr • Slavonija • Srednja Bosna • Tomislavgrad • Torcida • Usora • Vaganac • Vitez • Zagreb Arbon • Zagreb Biel • Zrinski |
| | |
| Zajednica hrvatskih klubova u Njemačkoj • Udruga hrvatskih klubova u Švicarskoj • Reprezentacija gradišćanskih Hrvata • Hrvatska nogometna liga Beč | |

| Europa | Europa |
| --- | --- |
| | |
| Austrija | Tomislavgrad • Busovača • Čelik • Domagoj • Hajduk • Herceg-Bosna • Hrvatski Dom Linz • Lašva • Lašvanska dolina • Plehan • Posavina Baden • Posavina Beč • Raščica • Ravne Brčko |
| | |
| Belgija | NK Kroacia Antwerpen |
| | |
| Francuska | AS Croatia Villefranche |
| | |
| Italija | US Calcio Montemitro • ASD Isola Croata del Molise |
| | |
| Norveška | NK Croatia Oslo |
| | |
| Njemačka | Cro Sokoli • Croatia Berlin • Croatia Bonn • Croatia Essen • Croatia Freiburg • Croatia Gaggenau • Croatia '95 Mainz • Croatia Nürnberg • Croatia 1999 Ratingen • Croatia Reutlingen • Croatia Singen • Marsonia • Posavina • Zagreb • KuSV Zrinski • Bugojno • Croatia Sindelfingen • Croatia-Zagreb • Croatia Bietigheim • Croatia Göttingen • Zagreb 75 • Hajduk Hamburg • Hajduk Kassel                                                              |
| | |
| Rumunjska | Nogometna reprezentacija Hrvata iz Rumunjske |
| | |
| Švedska | Croatia Göteborg • Croatia (Malmö) • Croatia Stockholm • Croatia (Helsingborg) • Slätta Damm/Hajduk • Velebit • Marjan • Mladost • Matija Gubec • Croatia Varnamo • Tomislav Borås |
| | |
| Švicarska | Adria • Alkar • Ban • Bugojno Zug 94 • Croatia Appenzel • Croatia 92 Chur • Croatia Solothurn • Croatia Uzwil • Croatia Zürich • Dinamo Rheinfelden • Dinamo Schaffhausen • Donat • Gorica Zadar • Hajduk • Jadran • Lašvanska Dolina • Marjan • Mladost • Pajde Möhlin • Posavina Basel • Posavina Bern • Posavina Minusio • Rohr • Slavonija • Srednja Bosna • Tomislavgrad • Torcida • Usora • Vaganac • Vitez • Zagreb Arbon • Zagreb Biel • Zrinski |
| | |
| Zajednica hrvatskih klubova u Njemačkoj • Udruga hrvatskih klubova u Švicarskoj • Reprezentacija gradišćanskih Hrvata • Hrvatska nogometna liga Beč | |

| Australija i Oceanija                                                                      | Australija i Oceanija |
| ------------------------------------------------------------------------------------------ | --- |
|                                                                                            | |
| Australija                                                                                 | Canberra FC • O'Connor Knights • Sydney Utd. • Hurstville • Luddenham Utd. • South Coast Utd. • Newcastle Jets • Edensor Park • Ljubuski FC • Werrington Croatia • Rocklea Utd. • Gold Coast Knights • Adelaide Raiders • Whyalla Croatia • Adelaide Croatia • Mt Gambier Croatia • Glenorchy Knights • Prospect Knights • Melbourne Knights • St Albans Saints • North Geelong Warriors • Chelsea Hajduk • Strathmore Split • Melbourne Tornado • Irymple Knights • Morwell Dinamo • Gospic Bears • St Albans Vukovar • Mostar Saints • HASK Melbourne • Wendesday Knights • Western Knights • Fremantle Croatia • Gwelup Croatia • Port Hedland Croatia |
|                                                                                            | |
| Novi Zeland                                                                                | Central United Auckland • Auckland City |
|                                                                                            | |
| Hrvatski nogometni savez Australije i Novog Zelanda • Australsko-hrvatski nogometni turnir | |

| Australija i Oceanija                                                                      | Australija i Oceanija |
| ------------------------------------------------------------------------------------------ | --- |
|                                                                                            | |
| Australija                                                                                 | Canberra FC • O'Connor Knights • Sydney Utd. • Hurstville • Luddenham Utd. • South Coast Utd. • Newcastle Jets • Edensor Park • Ljubuski FC • Werrington Croatia • Rocklea Utd. • Gold Coast Knights • Adelaide Raiders • Whyalla Croatia • Adelaide Croatia • Mt Gambier Croatia • Glenorchy Knights • Prospect Knights • Melbourne Knights • St Albans Saints • North Geelong Warriors • Chelsea Hajduk • Strathmore Split • Melbourne Tornado • Irymple Knights • Morwell Dinamo • Gospic Bears • St Albans Vukovar • Mostar Saints • HASK Melbourne • Wendesday Knights • Western Knights • Fremantle Croatia • Gwelup Croatia • Port Hedland Croatia |
|                                                                                            | |
| Novi Zeland                                                                                | Central United Auckland • Auckland City |
|                                                                                            | |
| Hrvatski nogometni savez Australije i Novog Zelanda • Australsko-hrvatski nogometni turnir | |

| Sjeverna Amerika                                                                                       | Sjeverna Amerika |
| --- | --- |
| | |
| Kanada                                                                                                 | Adria Sudbury • London Croatia • NK Croatia Montreal • Croatia Norval • Croatia Toronto • Sault St. Marie Croatia • Croatia Windsor • Dalmacija Streetsville • Edmonton Croatia SC • Hamilton Croatia • Hrvat Kitchener • Hrvat Oakville • Hrvat St. Catharines • NK Hrvatski vitez Oakville • Jadran Ottawa • Karlovac-Velebit Milton • Livno Oakville • NK Maksimir Vancouver • Zagreb Toronto • Winnipeg Croatia SC |
| | |
| SAD | Croat San Pedro • Croatia Cleveland • Croatia Detroit • Croatia New York • Croatian Eagles • Dragovoljac • Hrvat Chicago • RWB Adria • New York Polet • Zrinski |
| | |
| Hrvatski nacionalni nogometni savez Kanade i SAD-a • Hrvatski nacionalni nogometni turnir SAD i Kanade | |

| Sjeverna Amerika                                                                                       | Sjeverna Amerika |
| --- | --- |
| | |
| Kanada                                                                                                 | Adria Sudbury • London Croatia • NK Croatia Montreal • Croatia Norval • Croatia Toronto • Sault St. Marie Croatia • Croatia Windsor • Dalmacija Streetsville • Edmonton Croatia SC • Hamilton Croatia • Hrvat Kitchener • Hrvat Oakville • Hrvat St. Catharines • NK Hrvatski vitez Oakville • Jadran Ottawa • Karlovac-Velebit Milton • Livno Oakville • NK Maksimir Vancouver • Zagreb Toronto • Winnipeg Croatia SC |
| | |
| SAD | Croat San Pedro • Croatia Cleveland • Croatia Detroit • Croatia New York • Croatian Eagles • Dragovoljac • Hrvat Chicago • RWB Adria • New York Polet • Zrinski |
| | |
| Hrvatski nacionalni nogometni savez Kanade i SAD-a • Hrvatski nacionalni nogometni turnir SAD i Kanade | |

| Južna Amerika | Južna Amerika               |
| ------------- | --------------------------- |
|               |                             |
| Argentina     | HŠK Deportivo Croata        |
|               |                             |
| Čile          | Club Deportivo Sokol Croata |

| Južna Amerika | Južna Amerika               |
| ------------- | --------------------------- |
|               |                             |
| Argentina     | HŠK Deportivo Croata        |
|               |                             |
| Čile          | Club Deportivo Sokol Croata |

| Europa | Europa |
| --- | --- |
| | |
| Austrija | Tomislavgrad • Busovača • Čelik • Domagoj • Hajduk • Herceg-Bosna • Hrvatski Dom Linz • Lašva • Lašvanska dolina • Plehan • Posavina Baden • Posavina Beč • Raščica • Ravne Brčko |
| | |
| Belgija | NK Kroacia Antwerpen |
| | |
| Francuska | AS Croatia Villefranche |
| | |
| Italija | US Calcio Montemitro • ASD Isola Croata del Molise |
| | |
| Norveška | NK Croatia Oslo |
| | |
| Njemačka | Cro Sokoli • Croatia Berlin • Croatia Bonn • Croatia Essen • Croatia Freiburg • Croatia Gaggenau • Croatia '95 Mainz • Croatia Nürnberg • Croatia 1999 Ratingen • Croatia Reutlingen • Croatia Singen • Marsonia • Posavina • Zagreb • KuSV Zrinski • Bugojno • Croatia Sindelfingen • Croatia-Zagreb • Croatia Bietigheim • Croatia Göttingen • Zagreb 75 • Hajduk Hamburg • Hajduk Kassel                                                              |
| | |
| Rumunjska | Nogometna reprezentacija Hrvata iz Rumunjske |
| | |
| Švedska | Croatia Göteborg • Croatia (Malmö) • Croatia Stockholm • Croatia (Helsingborg) • Slätta Damm/Hajduk • Velebit • Marjan • Mladost • Matija Gubec • Croatia Varnamo • Tomislav Borås |
| | |
| Švicarska | Adria • Alkar • Ban • Bugojno Zug 94 • Croatia Appenzel • Croatia 92 Chur • Croatia Solothurn • Croatia Uzwil • Croatia Zürich • Dinamo Rheinfelden • Dinamo Schaffhausen • Donat • Gorica Zadar • Hajduk • Jadran • Lašvanska Dolina • Marjan • Mladost • Pajde Möhlin • Posavina Basel • Posavina Bern • Posavina Minusio • Rohr • Slavonija • Srednja Bosna • Tomislavgrad • Torcida • Usora • Vaganac • Vitez • Zagreb Arbon • Zagreb Biel • Zrinski |
| | |
| Zajednica hrvatskih klubova u Njemačkoj • Udruga hrvatskih klubova u Švicarskoj • Reprezentacija gradišćanskih Hrvata • Hrvatska nogometna liga Beč | |

| Europa | Europa |
| --- | --- |
| | |
| Austrija | Tomislavgrad • Busovača • Čelik • Domagoj • Hajduk • Herceg-Bosna • Hrvatski Dom Linz • Lašva • Lašvanska dolina • Plehan • Posavina Baden • Posavina Beč • Raščica • Ravne Brčko |
| | |
| Belgija | NK Kroacia Antwerpen |
| | |
| Francuska | AS Croatia Villefranche |
| | |
| Italija | US Calcio Montemitro • ASD Isola Croata del Molise |
| | |
| Norveška | NK Croatia Oslo |
| | |
| Njemačka | Cro Sokoli • Croatia Berlin • Croatia Bonn • Croatia Essen • Croatia Freiburg • Croatia Gaggenau • Croatia '95 Mainz • Croatia Nürnberg • Croatia 1999 Ratingen • Croatia Reutlingen • Croatia Singen • Marsonia • Posavina • Zagreb • KuSV Zrinski • Bugojno • Croatia Sindelfingen • Croatia-Zagreb • Croatia Bietigheim • Croatia Göttingen • Zagreb 75 • Hajduk Hamburg • Hajduk Kassel                                                              |
| | |
| Rumunjska | Nogometna reprezentacija Hrvata iz Rumunjske |
| | |
| Švedska | Croatia Göteborg • Croatia (Malmö) • Croatia Stockholm • Croatia (Helsingborg) • Slätta Damm/Hajduk • Velebit • Marjan • Mladost • Matija Gubec • Croatia Varnamo • Tomislav Borås |
| | |
| Švicarska | Adria • Alkar • Ban • Bugojno Zug 94 • Croatia Appenzel • Croatia 92 Chur • Croatia Solothurn • Croatia Uzwil • Croatia Zürich • Dinamo Rheinfelden • Dinamo Schaffhausen • Donat • Gorica Zadar • Hajduk • Jadran • Lašvanska Dolina • Marjan • Mladost • Pajde Möhlin • Posavina Basel • Posavina Bern • Posavina Minusio • Rohr • Slavonija • Srednja Bosna • Tomislavgrad • Torcida • Usora • Vaganac • Vitez • Zagreb Arbon • Zagreb Biel • Zrinski |
| | |
| Zajednica hrvatskih klubova u Njemačkoj • Udruga hrvatskih klubova u Švicarskoj • Reprezentacija gradišćanskih Hrvata • Hrvatska nogometna liga Beč | |

| Australija i Oceanija                                                                      | Australija i Oceanija |
| ------------------------------------------------------------------------------------------ | --- |
|                                                                                            | |
| Australija                                                                                 | Canberra FC • O'Connor Knights • Sydney Utd. • Hurstville • Luddenham Utd. • South Coast Utd. • Newcastle Jets • Edensor Park • Ljubuski FC • Werrington Croatia • Rocklea Utd. • Gold Coast Knights • Adelaide Raiders • Whyalla Croatia • Adelaide Croatia • Mt Gambier Croatia • Glenorchy Knights • Prospect Knights • Melbourne Knights • St Albans Saints • North Geelong Warriors • Chelsea Hajduk • Strathmore Split • Melbourne Tornado • Irymple Knights • Morwell Dinamo • Gospic Bears • St Albans Vukovar • Mostar Saints • HASK Melbourne • Wendesday Knights • Western Knights • Fremantle Croatia • Gwelup Croatia • Port Hedland Croatia |
|                                                                                            | |
| Novi Zeland                                                                                | Central United Auckland • Auckland City |
|                                                                                            | |
| Hrvatski nogometni savez Australije i Novog Zelanda • Australsko-hrvatski nogometni turnir | |

| Australija i Oceanija                                                                      | Australija i Oceanija |
| ------------------------------------------------------------------------------------------ | --- |
|                                                                                            | |
| Australija                                                                                 | Canberra FC • O'Connor Knights • Sydney Utd. • Hurstville • Luddenham Utd. • South Coast Utd. • Newcastle Jets • Edensor Park • Ljubuski FC • Werrington Croatia • Rocklea Utd. • Gold Coast Knights • Adelaide Raiders • Whyalla Croatia • Adelaide Croatia • Mt Gambier Croatia • Glenorchy Knights • Prospect Knights • Melbourne Knights • St Albans Saints • North Geelong Warriors • Chelsea Hajduk • Strathmore Split • Melbourne Tornado • Irymple Knights • Morwell Dinamo • Gospic Bears • St Albans Vukovar • Mostar Saints • HASK Melbourne • Wendesday Knights • Western Knights • Fremantle Croatia • Gwelup Croatia • Port Hedland Croatia |
|                                                                                            | |
| Novi Zeland                                                                                | Central United Auckland • Auckland City |
|                                                                                            | |
| Hrvatski nogometni savez Australije i Novog Zelanda • Australsko-hrvatski nogometni turnir | |

| Sjeverna Amerika                                                                                       | Sjeverna Amerika |
| --- | --- |
| | |
| Kanada                                                                                                 | Adria Sudbury • London Croatia • NK Croatia Montreal • Croatia Norval • Croatia Toronto • Sault St. Marie Croatia • Croatia Windsor • Dalmacija Streetsville • Edmonton Croatia SC • Hamilton Croatia • Hrvat Kitchener • Hrvat Oakville • Hrvat St. Catharines • NK Hrvatski vitez Oakville • Jadran Ottawa • Karlovac-Velebit Milton • Livno Oakville • NK Maksimir Vancouver • Zagreb Toronto • Winnipeg Croatia SC |
| | |
| SAD | Croat San Pedro • Croatia Cleveland • Croatia Detroit • Croatia New York • Croatian Eagles • Dragovoljac • Hrvat Chicago • RWB Adria • New York Polet • Zrinski |
| | |
| Hrvatski nacionalni nogometni savez Kanade i SAD-a • Hrvatski nacionalni nogometni turnir SAD i Kanade | |

| Sjeverna Amerika                                                                                       | Sjeverna Amerika |
| --- | --- |
| | |
| Kanada                                                                                                 | Adria Sudbury • London Croatia • NK Croatia Montreal • Croatia Norval • Croatia Toronto • Sault St. Marie Croatia • Croatia Windsor • Dalmacija Streetsville • Edmonton Croatia SC • Hamilton Croatia • Hrvat Kitchener • Hrvat Oakville • Hrvat St. Catharines • NK Hrvatski vitez Oakville • Jadran Ottawa • Karlovac-Velebit Milton • Livno Oakville • NK Maksimir Vancouver • Zagreb Toronto • Winnipeg Croatia SC |
| | |
| SAD | Croat San Pedro • Croatia Cleveland • Croatia Detroit • Croatia New York • Croatian Eagles • Dragovoljac • Hrvat Chicago • RWB Adria • New York Polet • Zrinski |
| | |
| Hrvatski nacionalni nogometni savez Kanade i SAD-a • Hrvatski nacionalni nogometni turnir SAD i Kanade | |

| Južna Amerika | Južna Amerika               |
| ------------- | --------------------------- |
|               |                             |
| Argentina     | HŠK Deportivo Croata        |
|               |                             |
| Čile          | Club Deportivo Sokol Croata |

| Južna Amerika | Južna Amerika               |
| ------------- | --------------------------- |
|               |                             |
| Argentina     | HŠK Deportivo Croata        |
|               |                             |
| Čile          | Club Deportivo Sokol Croata |

| Europa | Europa |
| --- | --- |
| | |
| Austrija | Tomislavgrad • Busovača • Čelik • Domagoj • Hajduk • Herceg-Bosna • Hrvatski Dom Linz • Lašva • Lašvanska dolina • Plehan • Posavina Baden • Posavina Beč • Raščica • Ravne Brčko |
| | |
| Belgija | NK Kroacia Antwerpen |
| | |
| Francuska | AS Croatia Villefranche |
| | |
| Italija | US Calcio Montemitro • ASD Isola Croata del Molise |
| | |
| Norveška | NK Croatia Oslo |
| | |
| Njemačka | Cro Sokoli • Croatia Berlin • Croatia Bonn • Croatia Essen • Croatia Freiburg • Croatia Gaggenau • Croatia '95 Mainz • Croatia Nürnberg • Croatia 1999 Ratingen • Croatia Reutlingen • Croatia Singen • Marsonia • Posavina • Zagreb • KuSV Zrinski • Bugojno • Croatia Sindelfingen • Croatia-Zagreb • Croatia Bietigheim • Croatia Göttingen • Zagreb 75 • Hajduk Hamburg • Hajduk Kassel                                                              |
| | |
| Rumunjska | Nogometna reprezentacija Hrvata iz Rumunjske |
| | |
| Švedska | Croatia Göteborg • Croatia (Malmö) • Croatia Stockholm • Croatia (Helsingborg) • Slätta Damm/Hajduk • Velebit • Marjan • Mladost • Matija Gubec • Croatia Varnamo • Tomislav Borås |
| | |
| Švicarska | Adria • Alkar • Ban • Bugojno Zug 94 • Croatia Appenzel • Croatia 92 Chur • Croatia Solothurn • Croatia Uzwil • Croatia Zürich • Dinamo Rheinfelden • Dinamo Schaffhausen • Donat • Gorica Zadar • Hajduk • Jadran • Lašvanska Dolina • Marjan • Mladost • Pajde Möhlin • Posavina Basel • Posavina Bern • Posavina Minusio • Rohr • Slavonija • Srednja Bosna • Tomislavgrad • Torcida • Usora • Vaganac • Vitez • Zagreb Arbon • Zagreb Biel • Zrinski |
| | |
| Zajednica hrvatskih klubova u Njemačkoj • Udruga hrvatskih klubova u Švicarskoj • Reprezentacija gradišćanskih Hrvata • Hrvatska nogometna liga Beč | |

| Europa | Europa |
| --- | --- |
| | |
| Austrija | Tomislavgrad • Busovača • Čelik • Domagoj • Hajduk • Herceg-Bosna • Hrvatski Dom Linz • Lašva • Lašvanska dolina • Plehan • Posavina Baden • Posavina Beč • Raščica • Ravne Brčko |
| | |
| Belgija | NK Kroacia Antwerpen |
| | |
| Francuska | AS Croatia Villefranche |
| | |
| Italija | US Calcio Montemitro • ASD Isola Croata del Molise |
| | |
| Norveška | NK Croatia Oslo |
| | |
| Njemačka | Cro Sokoli • Croatia Berlin • Croatia Bonn • Croatia Essen • Croatia Freiburg • Croatia Gaggenau • Croatia '95 Mainz • Croatia Nürnberg • Croatia 1999 Ratingen • Croatia Reutlingen • Croatia Singen • Marsonia • Posavina • Zagreb • KuSV Zrinski • Bugojno • Croatia Sindelfingen • Croatia-Zagreb • Croatia Bietigheim • Croatia Göttingen • Zagreb 75 • Hajduk Hamburg • Hajduk Kassel                                                              |
| | |
| Rumunjska | Nogometna reprezentacija Hrvata iz Rumunjske |
| | |
| Švedska | Croatia Göteborg • Croatia (Malmö) • Croatia Stockholm • Croatia (Helsingborg) • Slätta Damm/Hajduk • Velebit • Marjan • Mladost • Matija Gubec • Croatia Varnamo • Tomislav Borås |
| | |
| Švicarska | Adria • Alkar • Ban • Bugojno Zug 94 • Croatia Appenzel • Croatia 92 Chur • Croatia Solothurn • Croatia Uzwil • Croatia Zürich • Dinamo Rheinfelden • Dinamo Schaffhausen • Donat • Gorica Zadar • Hajduk • Jadran • Lašvanska Dolina • Marjan • Mladost • Pajde Möhlin • Posavina Basel • Posavina Bern • Posavina Minusio • Rohr • Slavonija • Srednja Bosna • Tomislavgrad • Torcida • Usora • Vaganac • Vitez • Zagreb Arbon • Zagreb Biel • Zrinski |
| | |
| Zajednica hrvatskih klubova u Njemačkoj • Udruga hrvatskih klubova u Švicarskoj • Reprezentacija gradišćanskih Hrvata • Hrvatska nogometna liga Beč | |

| Australija i Oceanija                                                                      | Australija i Oceanija |
| ------------------------------------------------------------------------------------------ | --- |
|                                                                                            | |
| Australija                                                                                 | Canberra FC • O'Connor Knights • Sydney Utd. • Hurstville • Luddenham Utd. • South Coast Utd. • Newcastle Jets • Edensor Park • Ljubuski FC • Werrington Croatia • Rocklea Utd. • Gold Coast Knights • Adelaide Raiders • Whyalla Croatia • Adelaide Croatia • Mt Gambier Croatia • Glenorchy Knights • Prospect Knights • Melbourne Knights • St Albans Saints • North Geelong Warriors • Chelsea Hajduk • Strathmore Split • Melbourne Tornado • Irymple Knights • Morwell Dinamo • Gospic Bears • St Albans Vukovar • Mostar Saints • HASK Melbourne • Wendesday Knights • Western Knights • Fremantle Croatia • Gwelup Croatia • Port Hedland Croatia |
|                                                                                            | |
| Novi Zeland                                                                                | Central United Auckland • Auckland City |
|                                                                                            | |
| Hrvatski nogometni savez Australije i Novog Zelanda • Australsko-hrvatski nogometni turnir | |

| Australija i Oceanija                                                                      | Australija i Oceanija |
| ------------------------------------------------------------------------------------------ | --- |
|                                                                                            | |
| Australija                                                                                 | Canberra FC • O'Connor Knights • Sydney Utd. • Hurstville • Luddenham Utd. • South Coast Utd. • Newcastle Jets • Edensor Park • Ljubuski FC • Werrington Croatia • Rocklea Utd. • Gold Coast Knights • Adelaide Raiders • Whyalla Croatia • Adelaide Croatia • Mt Gambier Croatia • Glenorchy Knights • Prospect Knights • Melbourne Knights • St Albans Saints • North Geelong Warriors • Chelsea Hajduk • Strathmore Split • Melbourne Tornado • Irymple Knights • Morwell Dinamo • Gospic Bears • St Albans Vukovar • Mostar Saints • HASK Melbourne • Wendesday Knights • Western Knights • Fremantle Croatia • Gwelup Croatia • Port Hedland Croatia |
|                                                                                            | |
| Novi Zeland                                                                                | Central United Auckland • Auckland City |
|                                                                                            | |
| Hrvatski nogometni savez Australije i Novog Zelanda • Australsko-hrvatski nogometni turnir | |

| Sjeverna Amerika                                                                                       | Sjeverna Amerika |
| --- | --- |
| | |
| Kanada                                                                                                 | Adria Sudbury • London Croatia • NK Croatia Montreal • Croatia Norval • Croatia Toronto • Sault St. Marie Croatia • Croatia Windsor • Dalmacija Streetsville • Edmonton Croatia SC • Hamilton Croatia • Hrvat Kitchener • Hrvat Oakville • Hrvat St. Catharines • NK Hrvatski vitez Oakville • Jadran Ottawa • Karlovac-Velebit Milton • Livno Oakville • NK Maksimir Vancouver • Zagreb Toronto • Winnipeg Croatia SC |
| | |
| SAD | Croat San Pedro • Croatia Cleveland • Croatia Detroit • Croatia New York • Croatian Eagles • Dragovoljac • Hrvat Chicago • RWB Adria • New York Polet • Zrinski |
| | |
| Hrvatski nacionalni nogometni savez Kanade i SAD-a • Hrvatski nacionalni nogometni turnir SAD i Kanade | |

| Sjeverna Amerika                                                                                       | Sjeverna Amerika |
| --- | --- |
| | |
| Kanada                                                                                                 | Adria Sudbury • London Croatia • NK Croatia Montreal • Croatia Norval • Croatia Toronto • Sault St. Marie Croatia • Croatia Windsor • Dalmacija Streetsville • Edmonton Croatia SC • Hamilton Croatia • Hrvat Kitchener • Hrvat Oakville • Hrvat St. Catharines • NK Hrvatski vitez Oakville • Jadran Ottawa • Karlovac-Velebit Milton • Livno Oakville • NK Maksimir Vancouver • Zagreb Toronto • Winnipeg Croatia SC |
| | |
| SAD | Croat San Pedro • Croatia Cleveland • Croatia Detroit • Croatia New York • Croatian Eagles • Dragovoljac • Hrvat Chicago • RWB Adria • New York Polet • Zrinski |
| | |
| Hrvatski nacionalni nogometni savez Kanade i SAD-a • Hrvatski nacionalni nogometni turnir SAD i Kanade | |

| Južna Amerika | Južna Amerika               |
| ------------- | --------------------------- |
|               |                             |
| Argentina     | HŠK Deportivo Croata        |
|               |                             |
| Čile          | Club Deportivo Sokol Croata |

| Južna Amerika | Južna Amerika               |
| ------------- | --------------------------- |
|               |                             |
| Argentina     | HŠK Deportivo Croata        |
|               |                             |
| Čile          | Club Deportivo Sokol Croata |